# Доуџ
Доуџ (енгл. Doge) мем је на интернету. Постао је популаран 2013. године. Обично се састоји из слике пса расе шиба ину преко које је разнобојним словима, фонтом Comic Sans, исписан текст на неправилном енглеском језику. Текст представља врсту унутрашњег монолога. Фотографија пса представљеног на оригиналном мему први пут се појавила на блогу јапанског васпитача Атсуко Сато, а име пса је Кабосу. Недуго затим, на тамблер блогу Shiba Confessions појавио се велики број варијација оригиналне фотографије. Крајем 2013. године Доуџ је изабран од стране МТВ за један од 50 феномена поп културе за ту годину.